# Alonso de Aguilar (conquistador)
Alonso de Aguilar (La Hiniesta, Zamora, S.XV-Colombia, S.XVI) Conquistador y colono castellano.

## Biografía
Arribó al Nuevo Reino de Granada a las órdenes de Gonzalo Jiménez de Quesada. El cronista fray Pedro Simón atestiguó su valentía en varios lances de armas durante la conquista de aquellas tierras, y se asentó como colono en Vélez, para trasladarse después a Tunja, logrando las encomiendas de Coasa y Siamé, que a su muerte heredó su viuda.